# Henri Debehogne
Henri Debehogne (n. 1928, Maillen, Walonia, Belgia–d. 9 decembrie 2007, Uccle, Belgia) a fost un astronom belgian.
A lucrat la Observatoire Royal de Belgique (Observatorul Regal al Belgiei) din Uccle, și s-a specializat în astrometria cometelor și asteroizilor.
A descoperit peste 700 de asteroizi, inclusiv asteroizii troieni (6090) 1989 DJ și (65210) 2002 EG (ultimul cu Eric Walter Elst).
În onoarea sa asteroidul 1931 TV a fost denumit 2359 Debehogne.